# 千葉国男
千葉 国男（ちば くにお、1941年9月12日 - 2010年10月26日）は、日本の政治家。新進党衆議院議員（1期）。公明党参議院議員（1期）。

## 経歴
1941年9月12日、宮城県仙台市に生まれる。1965年、中央大学法学部を卒業する。その後創価学会東北業務局長を経て、公明党に入り、中央委員になる。
1990年、第39回衆議院議員総選挙に、公明党公認で旧宮城1区から立候補するが落選。1993年、第40回衆議院議員総選挙に、公明党公認（民社党推薦）で再び旧宮城1区から立候補し初当選する。1994年12月、所属する公明党が新進党に合流。1996年、第41回衆議院議員総選挙に新進党公認で宮城2区（小選挙区）から立候補するが、自民党公認の中野正志に敗れ落選する。1998年、第18回参議院議員通常選挙に、比例区から、公明公認で立候補するも次点となる。2003年、沢たまきの死去により繰り上げ当選。7年ぶりに国政に復帰する。翌2004年、参議院議員の任期満了と同時に、政界を引退する。
2010年10月26日、胃がんのため死去。